# Lillången, Östergötland
Lillången är en sjö i Ydre kommun i Östergötland och ingår i Motala ströms huvudavrinningsområde.